# Полководець

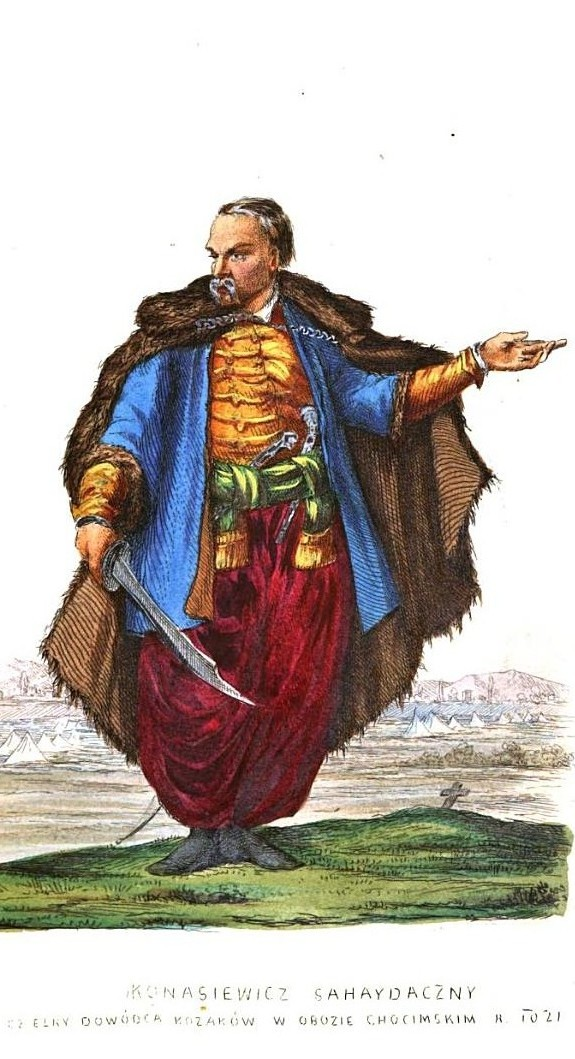
Гетьман Петро Конашевич-Сагайдачний у військовому таборі під Хотином, 1621

Полково́дець — військовий діяч, воєначальник, який вправно керує Збройними силами або великими військовими з'єднаннями (переважно, оперативно-стратегічними об'єднаннями) під час війни або збройного конфлікту; такий, що володіє мистецтвом  підготовки та ведення воєнних дій. 
До полководців відносять військових очільників, котрі володіють хистом, творчим мисленням, здатністю передбачати розвиток подій під час війни, волею і рішучістю, багатим бойовим досвідом, високими організаторськими здібностями, проникливістю та іншими якостями, які дозволяють із найбільшою вправністю використовувати наявну міць та засоби для досягнення перемоги, або з меншими чи рівними спроможностями завдавати поразки потужнішим силам супротивника. Ці риси полководця, зумовлюють його високу довіру, дозволяють йому своєчасно та правильно передбачати й оцінювати становище що складається, ухвалювати і провадити в життя найприйнятніші рішення.
Кожна історична епоха, велика війна — висуває на чільне місце власних полководців. Найвидатнішими воєначальниками старовини вважаються:
| - Кір II Великий - Епамінонд - Каллімах (полемарх) - Мільтіад - Олександр Македонський - Неарх - Ганнібал Барка | - Парменіон - Гней Помпей Великий - Публій Корнелій Сципіон Африканський - Гай Марій - Гай Юлій Цезар - Аецій - Аттіла - Річард Левове Серце | - Альфонсо I Воїн - Велізарій - Бабур - Халід ібн аль-Валід - Карл I Великий - Салах ад-Дін - Святослав Ігорович |

Середні століття можуть бути особливо відзначені іменами Тамерлана, Карла Великого, Чингісхана, Субедея.
З часом засяяли імена таких видатних воєначальників, котрих можна повноправно вважати світочами воєнного мистецтва. Серед них Моріц Оранський, Анрі де Тюренн, Костянтин Острозький, Петро Сагайдачний, Богдан Хмельницький, Ян III Собеський, Джон Черчиль, Фрідріх II Великий, Олександр Суворов, Михайло Кутузов, Наполеон I тощо. Усі вони зробили надзвичайний внесок для досягнення перемоги у війнах свого часу та збагатили воєнне мистецтво.
Завзята творча діяльність полководців, значною мірою сприяє розвитку військової науки і воєнного мистецтва.

## Призначення
- У мирний час — планування військових способів вирішення політичних конфліктів;

- На війні —  впровадження політичних рішень, шляхом знищення військової спроможності противника діяти.

### Зокрема, його завдання
- Створення бойового угруповання та підготовка його до запланованого завдання.

- Організація створення штабу, що дозволяє вправно керувати опергрупою.

- Вести військо в бій таким чином, щоби швидко розвивати найкращу бойову спроможність (розгортання).

- Якнайдієвіше використовувати в бою тактичні принципи: раптовість, зосередження / перерозподіл сил, взаємодію всіх засобів ураження, керованість, простоту, швидкість дій, заповзятливість і наснагу власних військ.[1]

## Народна творчість
За старовинним звичаєм, український народ складав схвальні билини, думи а згодом пісні, про знаменних своїх полководців. Зокрема, відомі історичні пісні присвячені, насамперед Петру Сагайдачному — Ой на горі та й женці жнуть та Богдану Хмельницькому — Чи не той то Хміль...